# Trzcinniczek kaspijski
Trzcinniczek kaspijski, czeretówka (Acrocephalus agricola) – gatunek małego ptaka z rodziny trzciniaków (Acrocephalidae), wcześniej zaliczany do pokrzewkowatych (Sylviidae). Występuje w południowo-wschodniej Europie i Azji; jest wędrowny. Nie jest zagrożony wyginięciem.

## Zasięg występowania
Występuje od zachodnich wybrzeży Morza Czarnego przez południową Ukrainę po południowo-zachodnią Syberię, Azję Środkową, zachodnią Mongolię i zachodnie Chiny. Wędrowny, zimuje na subkontynencie indyjskim, w południowo-wschodnim Iranie i północnej Mjanmie.
Do Polski zalatuje sporadycznie – do końca 2021 roku stwierdzono go jedynie 10 razy.

## Systematyka
Takson ten bywał łączony w jeden gatunek z trzcinniczkiem mandżurskim (A. tangorum) lub krótkoskrzydłym A. concinens, niekiedy z oboma naraz. Obecnie zazwyczaj wyróżnia się dwa podgatunki A. agricola:
- Acrocephalus agricola agricola – Kazachstan i północno-wschodni Iran przez środkową Azję do zachodniej Mongolii i zachodnio-środkowych Chin.
- Acrocephalus agricola septimus – południowo-wschodnia Europa (Bułgaria, Rumunia) przez południową Ukrainę do zachodniego Kazachstanu.

Proponowany podgatunek capistratus zsynonimizowany z nominatywnym.

## Morfologia
Mierzy 12–14 cm; waży 8–11 g. W upierzeniu brak prążkowania, szczególnie wyraźny pasek oczny, stosunkowo krótki dziób, długi i wyraźnie zaokrąglony ogon.

## Ekologia

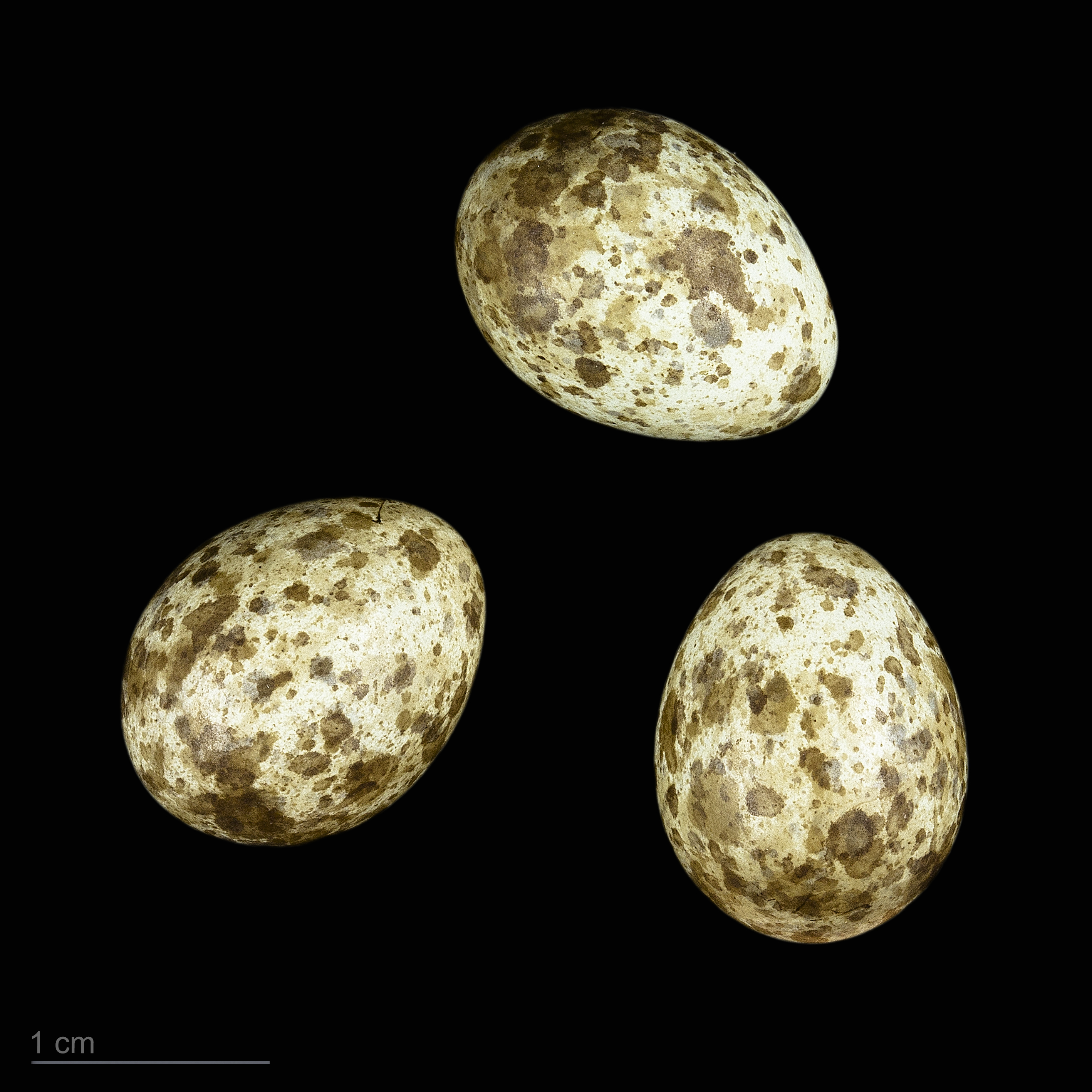
Jaja z kolekcji muzealnej

Odżywia się głównie owadami, zjada też pająki i dżdżownice. Gniazdo buduje wśród gęstej roślinności na brzegach zbiorników wodnych, zwłaszcza wśród trzcin (Phragmites) i pałek wodnych (Typha). Samica składa zazwyczaj 4 lub 5 jaj.

## Status i ochrona
IUCN uznaje trzcinniczka kaspijskiego za gatunek najmniejszej troski (LC, Least Concern). Liczebność światowej populacji nie została oszacowana, aczkolwiek organizacja BirdLife International w 2015 roku szacowała wielkość populacji europejskiej na 200–396 tysięcy par lęgowych. Globalny trend liczebności populacji uznawany jest za spadkowy ze względu na postępujące niszczenie siedlisk; BirdLife International ocenia trend populacji europejskiej jako wzrostowy.
Na terenie Polski trzcinniczek kaspijski podlega ścisłej ochronie gatunkowej.